# Umeå BSKT
El Umeå BSKT es un equipo de baloncesto sueco que compite en la Basketligan, la primera división del país. Tiene su sede en la ciudad de Umeå.

## Resultados en la Liga sueca
| Temporada | División | Liga        | Posición | Play-Offs    | Competición Europea |
| --------- | -------- | ----------- | -------- | ------------ | ------------------- |
| 2012–13   | 2        | BasketEttan | 5        | -            | -                   |
| 2013–14   | 2        | BasketEttan | 2        | Subcampeones | -                   |
| 2014–15   | 1        | Basketligan | 9        | -            | -                   |

## Palmarés
- BasketEttan
  - Campeón Grupo Norte (1): 2005
  - Subcampeón (1): 2014

## Jugadores destacados
| - Sasa Cavic - Valentino Pavlovic - Marcos De La Fuente - Rubén Ibeas - Matteo Cavallini - Hugh Robinson - Povilas Gaidys - Juozas Keršys - Cesar Abboud - Brandon Barton - Emil Davidsson - Albin Frank - Rasmus Frisegard | - Magnus Haney - Alexander Holmstrom-Forster - Johan Pierre - Egal Saleman - Emil Salon - Lucas Haskell - Germain Jordan - Omar Krayem - Andrew Mitchell - Kai Williams - Nikola Kuga - Nino Zurovac |